# Ali Hazer
Ali Hazer (arabisch علي حاذر, DMG ʿAlī Ḥāḏir, * 17. August 1984) ist ein ehemaliger libanesischer Leichtathlet, der sich auf den Zehnkampf spezialisiert hat, aber auch im Sprint und Hürdenlauf an den Start ging. Auch sein jüngerer Bruder Ahmad Hazer ist als Leichtathlet aktiv.

## Sportliche Laufbahn
Erste Erfahrungen bei internationalen Meisterschaften sammelte Ali Hazer vermutlich im Jahr 2005, als er bei der Sommer-Universiade in Izmir mit 5520 Punkten den neunten Platz im Zehnkampf belegte. Im Jahr darauf gelangte er bei den Hallenasienmeisterschaften in Pattaya mit neuem Landesrekord von 4539 Punkten auf dem neunten Platz im Siebenkampf und im Dezember wurde er bei den Asienspiele 2006/Leichtathletik-Asienspielen in Doha mit 5440 Punkten ebenfalls Neunter im Zehnkampf. Zudem schied er dort im 400-Meter-Hürdenlauf mit 55,55 s in der Vorrunde aus. 2007 belegte er bei den Arabischen Meisterschaften in Amman mit 6604 Punkten den vierten Platz im Zehnkampf und erreichte anschließend bei den Studentenweltspielen in Bangkok mit 5295 Punkten Rang 13. Daraufhin wurde er bei den Panarabischen Spielen in Kairo mit 6668 Punkten Vierter. Im Jahr darauf schied er bei den Hallenasienmeisterschaften in Doha mit 50,72 s in der ersten Runde im 400-Meter-Lauf aus und 2009 schied er bei der Sommer-Universiade in Belgrad mit 22,63 s und 49,41 s jeweils im Vorlauf über 200 und 400 Meter aus und konnte seinen Wettkampf ihm Zehnkampf nicht beenden. Im Oktober belegte er bei den Spielen der Frankophonie in Beirut mit 6716 Punkten den siebten Platz im Zehnkampf und gelangte auch mit der libanesischen 4-mal-400-Meter-Staffel mit 3:15,73 min auf Rang sieben. Anschließend gewann er bei den Arabischen Meisterschaften in Damaskus mit 6287 Punkten die Bronzemedaille im Zehnkampf hinter Mohammed Jasem al-Qaree aus Saudi-Arabien und dem Algerier Mourad Souissi. Zudem belegte er dort in 42,82 s den sechsten Platz in der 4-mal-100-Meter-Staffel. Kurz darauf gelangte er bei den Asienmeisterschaften in Guangzhou mit 6476 Punkten auf den achten Platz im Zehnkampf. 2010 wurde er bei den Hallenasienmeisterschaften in Teheran mit 4813 Punkten Vierter im Siebenkampf und auch bei den Panarabischen Spielen im Jahr darauf in Doha wurde er mit 6515 Punkten Vierter im Zehnkampf. 2012 startete er im 60-Meter-Hürdenlauf bei den Hallenweltmeisterschaften in Istanbul und schied dort mit 8,84 s in der ersten Runde aus.
2013 belegte er bei den Arabischen Meisterschaften in Doha mit 6799 Punkten den vierten Platz im Zehnkampf und musste anschließend seinen Wettkampf bei den Asienmeisterschaften in Pune vorzeitig beenden. Zudem schied er über 400 m Hürden mit 53,47 s im Vorlauf aus. Auch bei den Spielen der Frankophonie in Nizza kam er mit 54,73 s nicht über die Vorrunde hinaus. Im Jahr darauf schied er bei den Hallenasienmeisterschaften in Hangzhou mit 8,67 s in der Vorrunde über 60 m Hürden aus und im Oktober scheiterte er bei den Asienspielen in Incheon mit 54,66 s im Vorlauf über 400 m Hürden. 2016 kam er bei den Hallenasienmeisterschaften in Doha mit 8,64 s erneut nicht über die erste Runde über 60 m Hürden hinaus und im Juli 2017 bestritt er seinen letzten offiziellen Wettkampf und beendete daraufhin seine aktive sportliche Karriere im Alter von 33 Jahren.
In den Jahren 2011 und 2012 wurde Hazer libanesischer Meister im 400-Meter-Hürdenlauf.

## Persönliche Bestzeiten
- 200 Meter: 22,11 s (+0,6 m/s), 28. Mai 2016 in Kolín
- 400 Meter: 49,02 s, 18. Mai 2014 in Liberec
  - 400 Meter (Halle): 50,72 s, 14. Februar 2008 in Doha
- 110 m Hürden: 14,69 s (+0,8 m/s), 2. Oktober 2009 in Beirut
  - 60 m Hürden (Halle): 8,51 s, 1. Februar 2014 in Prag
- 400 m Hürden: 52,95 s, 8. August 2014 in Jamhour
- Zehnkampf: 6799 Punkte, 24. Mai 2013 in Doha
  - Siebenkampf (Halle): 4813 Punkte, 25. Februar 2010 in Teheran